# Кам'янець-Подільська армійська група
Кам'янець-Подільська армійська група (рос. Каменец-Подольская армейская группа) — армійська група радянських військ, що діяла у складі Українського фронту за часів вторгнення в Польщу.

## Історія
16 вересня 1939 року, напередодні початку вторгнення СРСР до Польщі, в місті Кам'янець-Подільський управління Кавалерійської армійської групи Київського особливого військового округу було перейменовано в управління Кам'янець-Подільської армійської групи Українського фронту з включенням до складу групи нових корпусів, бригад, полків та інших спеціальних частин. За визначеним планом вторгнення армійська група розгорнулася на ділянці фронту й мала завдання до 17 вересня зайняти населені пункти Монастириська і Коломия, 18 вересня — місто Станиславів і місто Галич, у подальшому просуватися на міста Стрий і Дрогобич.
З 17 вересня армійська група брала участь у військовому поході з метою окупації Західної України. 20 вересня Кам'янець-Подільська армійська група перейменована на Південну армійську групу. Війська продовжували виконувати визначені завдання.

## Кам'янець-Подільська армійська група
| Сформована                               | У складі          | Час існування        | Бойовий шлях битви, операції, бої | Бойовий шлях битви, операції, бої | Склад                          | Подальша доля               | Командувачі   |
| Сформована                               | У складі          | Час існування        | Оборонні                          | Наступальні                       | Склад                          | Подальша доля               | Командувачі   |
| ---------------------------------------- | ----------------- | -------------------- | --------------------------------- | --------------------------------- | ------------------------------ | --------------------------- | ------------- |
| шляхом перейменування Кавалерійської АГр | Український фронт | 16 — 20 вересня 1939 | Не брала участі                   | Польський похід                   | 13-й ск 25-й тк 4-й кк, 5-й кк | перетворена на Південну АГр | Тюленєв І. В. |

## Командувачі
- командарм 2 рангу Тюленєв І. В. (16 — 20 вересня 1939).